# Зелёный Гай (Гомельский район)
Зелёный Гай (бел. Зялёны Гай) — посёлок в Азделинском сельсовете Гомельского района Гомельской области Беларуси.

## География

### Расположение
В 19 км на северо-запад от Гомеля, 12 км от железнодорожной станции Лазурная (на линии Жлобин — Гомель).

## Транспортная сеть
Рядом автодорога Уваровичи — Гомель. Планировка состоит из прямолинейной улицы, ориентированной с юго-востока на северо-запад. Застройка двусторонняя, деревянная, усадебного типа.

## История
Основан в начале XX века переселенцами из соседних деревень, в Руденецкой волости Гомельского уезда Могилёвской губернии. В 1931 году жители вступили в колхоз. Во время Великой Отечественной войны 18 жителей погибли на фронте. В 1959 году в составе колхоза имени С.М. Кирова (центр — деревня Азделино).

## Население

### Численность
- 2004 год — 35 хозяйств, 78 жителей.

### Динамика
- 1959 год — 244 жителя (согласно переписи).
- 2004 год — 35 хозяйств, 78 жителей.